# هیوندای آئرو سیتی

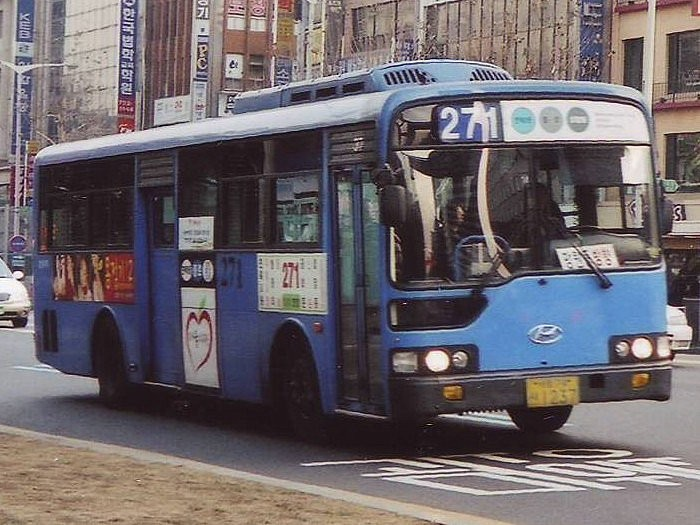

هیوندایی آئرو سیتی (Hyundai Aero City) خودرویی از نوع وسایل نقلیه عمومی است که از سال ۱۹۹۱ تا کنون تولید شده‌است. سیستم جعبه‌دندهٔ آن به دو صورت خودکار و دستی است.

## نگارخانه

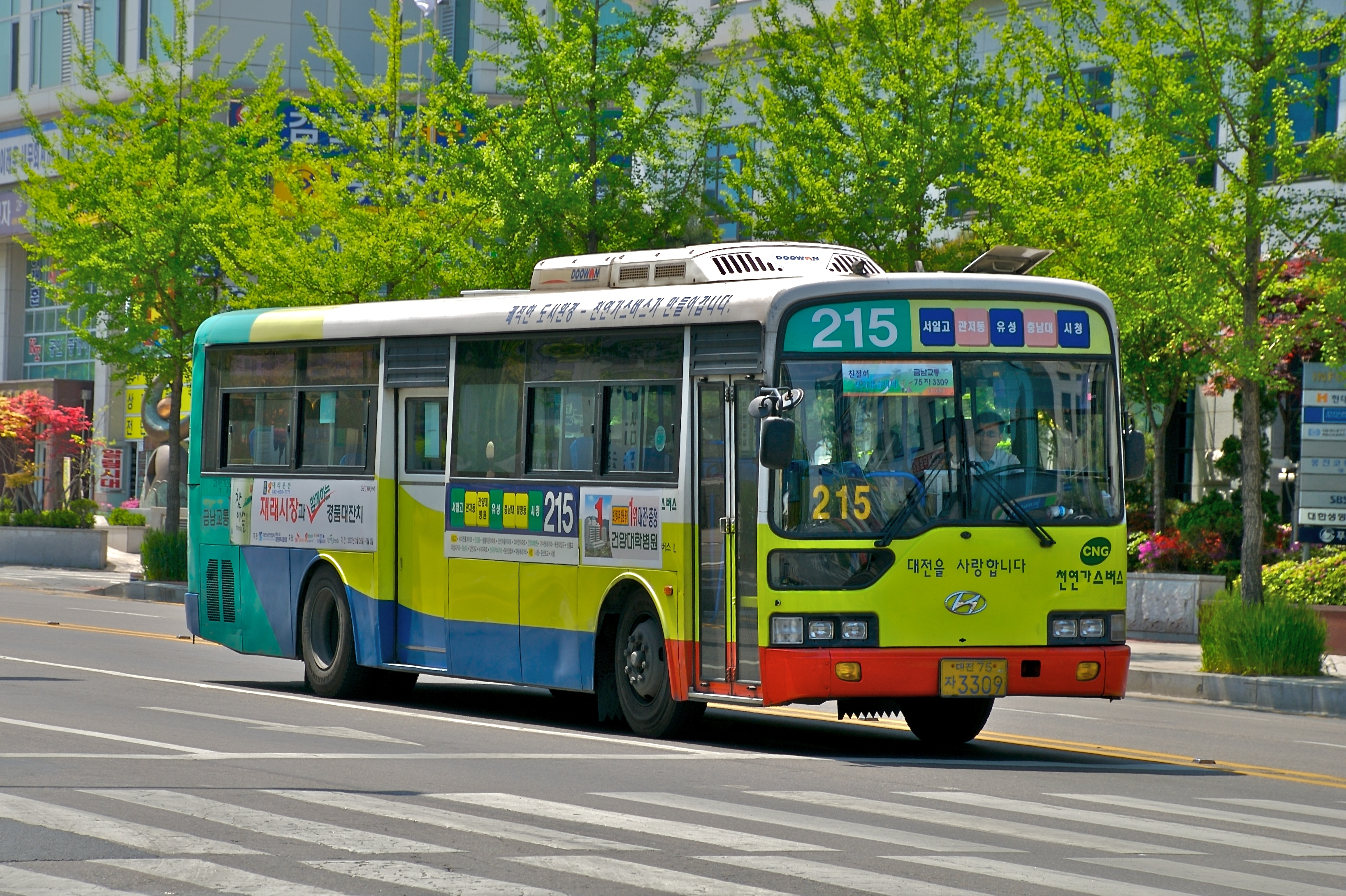
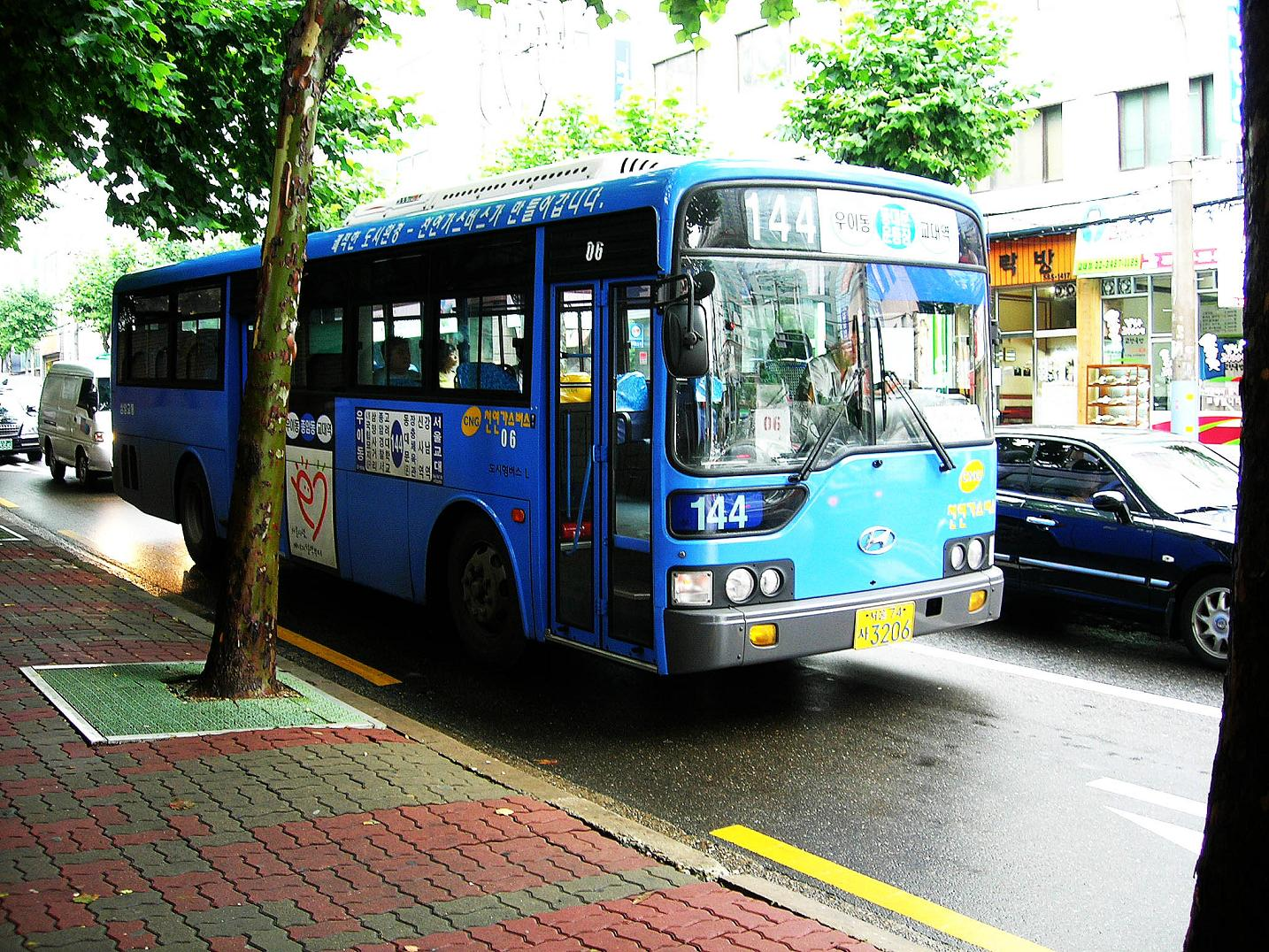